# Gómez Dávila y Toledo
Gómez Dávila y Toledo, II marqués de Velada (Ávila, 1541-Monasterio de San Lorenzo del Escorial, 27 de julio de 1616) fue un noble y cortesano español especialmente conocido por su servicio a Felipe III de España.

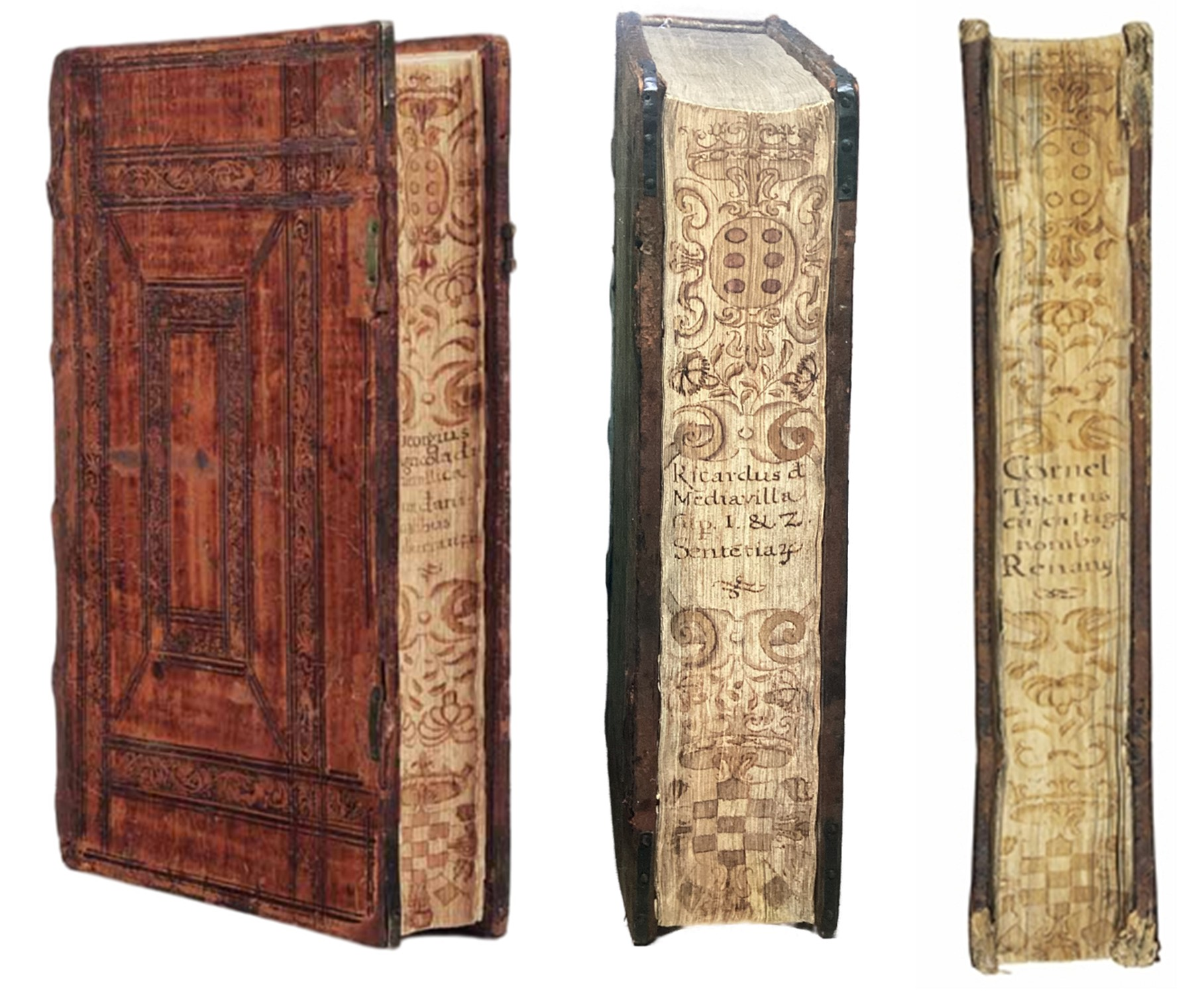
Libros que pertenecieron a Gómez Dávila

## Biografía
Nació en Ávila, en el seno de una importante familia noble de la ciudad. Fue hijo del matrimonio formado por Sancho Dávila y Juana Enríquez de Toledo. Gómez tuvo otros hermanos:
- Diego Enríquez de Guzmán, caballero de la Orden de San Juan vulgo de Malta.
- Fernando de Toledo, caballero de la Orden de Alcántara.
- Fadrique de Toledo, muerto siendo niño.
- Teresa de Toledo (1545-), religiosa en el monasterio de Santa Ana de la Orden del Císter en Ávila.
- Sancho Dávila y Toledo, obispo de Plasencia (1546-1625).[2][3]

Gómez y sus hermanos quedaron huérfanos de padre en 1546, cuando Gómez tenía cinco años.

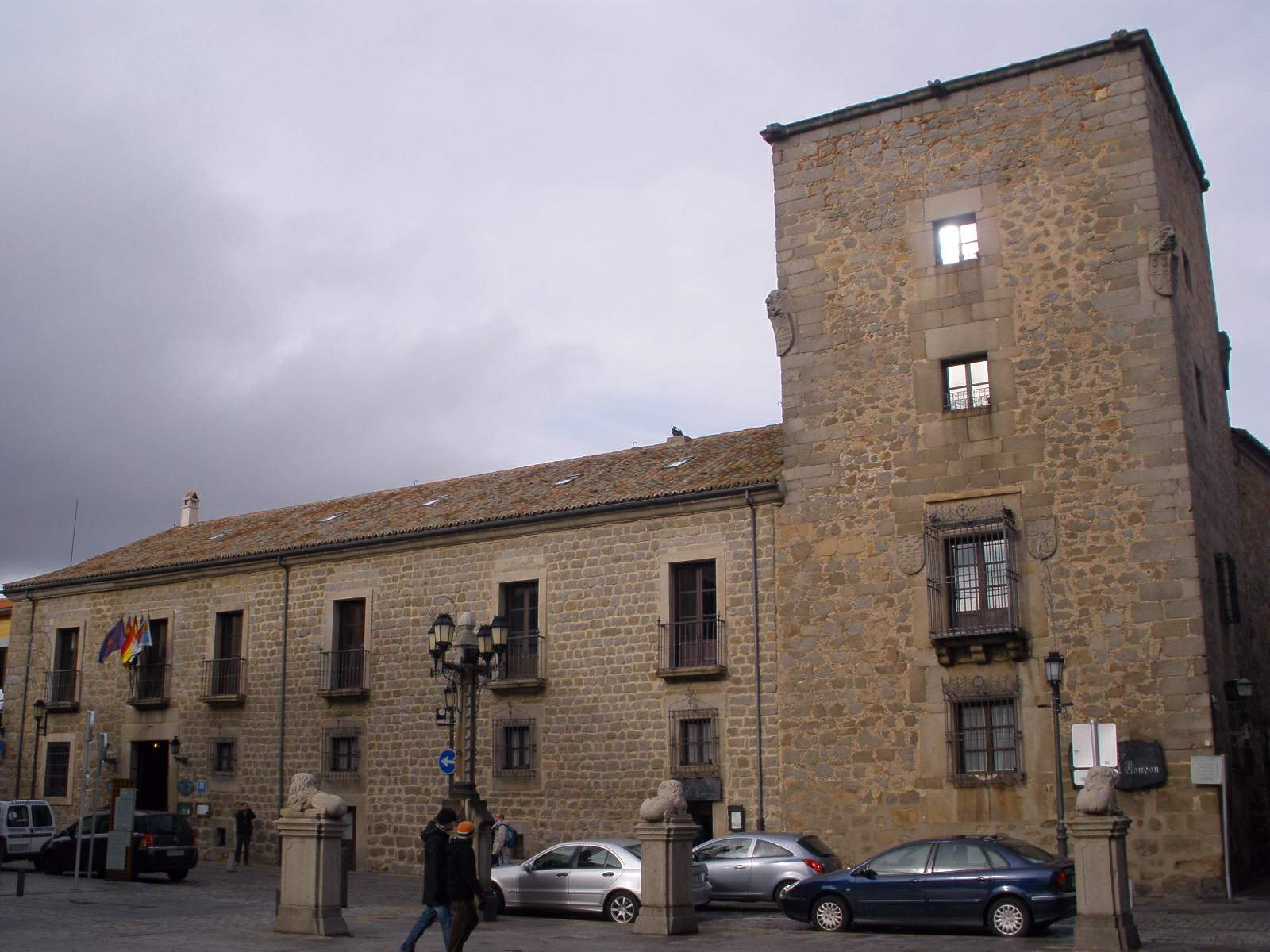
Palacio de Gómez Dávila en su Ávila natal.

En 1553 junto con sus hermanos Diego y Fernando, comenzó a servir al príncipe don Carlos, primogénito de Felipe II. Ocho años después falleció su abuelo paterno, Gómez Dávila el Viejo, sucediéndole como II marqués de Velada. Contrajo matrimonio en 1566 con Ana de Toledo y Monroy, hija de Fernando Álvarez de Toledo y Figueroa, III conde de Oropesa; y Beatriz de Monroy y Ayala, II condesa de Deleitosa,
En 1568, tras la muerte del príncipe Carlos, no consiguió volver a servir inmediatamente a otras personas reales. Acompañó a Felipe II en su viaje a Andalucía en 1570, retirándose después de la corte española para dedicarse al cuidado de su patrimonio. Quedó viudo en 1573, contraería posteriormente un segundo matrimonio con Ana de Toledo y Colonna. Felipe II le nombró como enviado al Concilio provincial de Toledo de 1582.
No sería hasta 1587 cuando Felipe II le nombró ayo del príncipe Felipe (futuro de Felipe III) y de la infanta Isabel, a instancias de Cristobal de Moura y Fernando de Toledo (hermano de Gómez). Seis años después, el príncipe y su ayo se incorporan al Consejo de Estado.
Felipe III le concedió la grandeza de España el 5 de mayo de 1614, cubriéndose ante el rey el 19 de septiembre de 1614 en el monasterio de San Lorenzo del Escorial.

El ábside de la catedral de Ávila, en cuya capilla de San Antolín se enterró Gómez Dávila, por Charles Clifford (1860).

Murió en el monasterio de San Lorenzo del Escorial el 27 de julio de 1616. Tras ser brevemente depositado en el convento de las Gordillas, fue enterrado en la capilla de San Antolín de la catedral de Ávila, que era de su patronazgo.

## Matrimonios y descendencia
De su primer matrimonio con Ana de Toledo y Monrroy (-1573), tendría tres vástagos:
- Sancho Dávila, muerto en su infancia.
- Juana de Toledo, religiosa cisterciense en el real monasterio de Santa Ana.
- Beatriz de Monrroy, también religiosa en ese monasterio desde 1592.

De su segundo matrimonio con Ana de Toledo y Colonna (-1596), hija de don García de Toledo Osorio, IV marqués de Villafranca del Bierzo, tuvo dos hijos:
- Victoria Dávila y Colonna, muerta en la infancia.
- Antonio Sancho Dávila y Toledo Colonna, I marqués de San Román en 1614, que sucedería a su padre en 1616 como III marqués de Velada. Contrajo matrimonio con Constanza Osorio.[5]
- Antonia de Toledo Dávila, que contrajo matrimonio con Juan Luis de la Cerda, VI duque de Medinaceli.

## Títulos, órdenes y cargos

### Títulos
- II marqués de Velada.
- señor de las villas de San Román, Villanueva, Guadamora y la Ventosa.

### Órdenes
- Orden de Calatrava
  - Comendador de Manzanares.
  - Caballero (1596)[6]

### Cargos
- Mayordomo mayor del rey de España (1598-1599)
- Consejero del Consejo de Estado.
- Consejero del Consejo de Guerra.
- Ayo y mayordomo mayor del príncipe [Felipe]